# Fujiwara no Atsutada
Fujiwara no Atsutada (藤原敦忠; 906 – 18 aprile 943) è stato un poeta giapponese waka del medio periodo Heian e nobile giapponese.

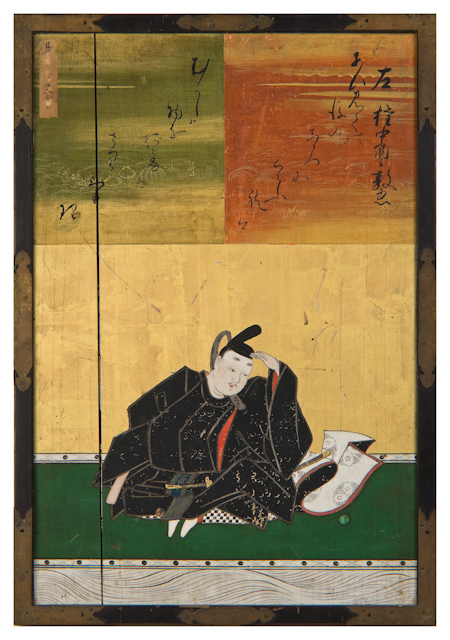
Fujiwara no Atsutada (1648) di Kanō Naonobu

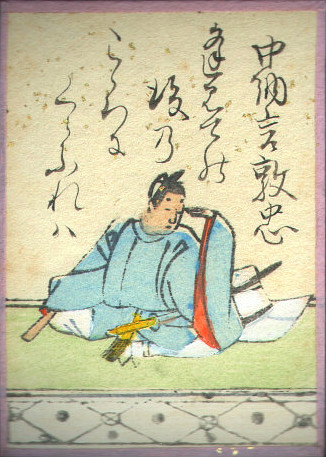
Fujiwara no Atsutada, dall'Ogura Hyakunin Isshu.

Era il terzo figlio di Fujiwara no Tokihira, Honin Sadaijin (il ministro della sinistra). Era un Gonchunagon (Consigliere intermedio provvisorio) classificato Jusanmi (Junior Terzo Rango). È considerato uno dei Trentasei Immortali della Poesia. Era comunemente noto come Biwa-Chunagon (琵琶 中 納 言) o Honin Chunagon (本院 中 納 言).

## Biografia
Era noto per il suo bell'aspetto, insieme al talento poetico e musicale.
Era un musicista così grande che dopo la sua morte, gli anziani, vedendo il musicista Minamoto no Hiromasa godere di grande popolarità ai concerti di corte, si lamentarono "non avremmo mai pensato che un musicista mediocre come lui potesse essere rispettato nel modo di suonare mentre Atsutada era in vita".
Questo episodio è raccontato in nell'Ōkagami.
A Nishisakamoto sul monte Hiei aveva una villa dove si attingeva l'acqua dal fiume Otowa-gawa (nella prefettura di Kyoto).

## Poesia
Rimangono molte delle poesie di Atsutada scritte come corrispondenza con donne e uomini di corte come Ise, Fujiwara Kiyomasa, Fujiwara no Asatada e Fujiwara no Koretada, alcune sono incluse in antologie ufficiali di poesie come Gosen Wakashū o nel Yamato Monogatari.
Una delle sue poesie è inclusa nella famosa antologia Hyakunin Isshu:
in seguito la mia passione fu,

quando la misurai

con il sentimento del passato,

come se allora non avessi amato.»
(Shūi Wakashū 12:710)